# Bob Catley
Para el político australiano, ver Bob Catley (político australiano)
Robert Adrian 'Bob' Catley es un músico británico, principalmente conocido por ser el vocalista de la banda de rock Magnum.

## Biografía

### Primeros años (1947–1972)
Nacido en Aldershot el 11 de septiembre de 1947, la familia de Catley se mudó al área de Tile Cross, en Birmingham, cuando él era joven. Asistió a la cercana Central Grammar School y la dejó, para empezar como aprendiz en GPO antes de decidirse por su carrera musical, poco después de conocer a personas de gustos musicales similares en la universidad. En esta época se unió a varias bandas, como The Smokestacks (la que también incluía al batería Kex Gorin), Life y Clearwater. Su primera aparición en una banda profesional fue cuando se unió a The Capitol Systems. La banda estaba formada por Bob Catley (voz) Paul Sargent (guitarra) Charlie Harrison (bajo) (substituido posteriormente por Dave Morgan), Dave Bailey (teclados) y John 'Pank' Panteny (batería). Poco después cambiaron su nombre a Paradox, inspirados por una novela de ciencia ficción. Cerraron un trato con Mercury después de que Paradox hubiese llamado la atención de Francis Rossi y Rick Parfitt - las pistas elegidas fueron "Ever Since I Can Remember", acompañada por "Goodbye Mary". Además, grabaron "Mary Colinto" y "Somebody Save Me". Todas estas canciones fueron escritas por Dave Morgan. 
Paradox tocó en festivales en Holanda e Italia antes de separarse en su regreso a Reino Unido en los años 1970. Bob permanecía con la convicción de dedicarse a la música.

## Discografía

### Hard Rain
- Hard Rain (1997)
- When The Good Times Come (1999)

### Solo
- The Tower (1998)
- Live At The Gods (1999)
- Legends (1999)
- Middle Earth (2001)
- When Empires Burn (2003)
- Spirit Of Man (2006)
- Immortal (2008)

### Proyectos paralelos
- Jabberwocky (1999) — Clive Nolan y Oliver Wakeman.
- Hound Of The Baskervilles (2002) — Clive Nolan y Oliver Wakeman.
- The Metal Opera Part II (2002) — Avantasia, proyecto de Tobias Sammet de Edguy.
- Once and Future King Part I (2003) — Gary Hughes de Ten.
- Once and Future King Part II (2003) — Gary Hughes de Ten.
- The Scarecrow (2008) — Avantasia, proyecto de Tobias Sammet de Edguy.
- 01011001 (2008) — Ayreon, proyecto de Arjen Anthony Lucassen.
- The Wicked Symphony (2010) - Avantasia, proyecto de Tobias Sammet de Edguy.
- Angel of Babylon (2010) - Avantasia, proyecto de Tobias Sammet de Edguy.
- The Flying Opera (directo) (2011) - Avantasia, proyecto de Tobias Sammet de Edguy.
- The Mystery of Time (2013) - Avantasia, proyecto de Tobias Sammet de Edguy.
- Ghostlights (2016) – Avantasia, proyecto de Tobias Sammet de Edguy.
- Moonglow (2019) — Avantasia, proyecto de Tobias Sammet de Edguy.

## Fuente
- Traducido del artículo Bob Catley de la Wikipedia inglesa.